# العلاقات الصومالية السورية
العلاقات الصومالية السورية هي العلاقات الثنائية التي تجمع بين الصومال وسوريا.

## مقارنة بين البلدين
هذه مقارنة عامة ومرجعية للدولتين:
| وجه المقارنة                                              | الصومال                        | سوريا                    |
| --------------------------------------------------------- | ------------------------------ | ------------------------ |
| المساحة (كم2)                                             | 637.66 ألف                     | 185.18 ألف               |
| عدد السكان (نسمة)                                         | 14.74 مليون                    | 18.27 مليون              |
| الكثافة السكانية (ن./كم²)                                 | 23.12                          | 98.66                    |
| العاصمة                                                   | مقديشو                         | دمشق                     |
| اللغة الرسمية                                             | اللغة الصومالية، اللغة العربية | اللغة العربية            |
| العملة                                                    | شلن صومالي                     | ليرة سورية               |
| الناتج المحلي الإجمالي (بليون دولار)                      | 7.37 مليار                     | 60.20 مليار              |
| الناتج المحلي الإجمالي (تعادل القوة الشرائية) بليون دولار |                                |                          |
| الناتج المحلي الإجمالي الاسمي للفرد دولار أمريكي          | 549                            |                          |
| الناتج المحلي الإجمالي للفرد دولار أمريكي                 |                                |                          |
| مؤشر التنمية البشرية                                      |                                | 0.594                    |
| رمز المكالمات الدولي                                      | +252                           | +963                     |
| رمز الإنترنت                                              | .so                            | .sy                      |
| المنطقة الزمنية                                           | ت ع م+03:00                    | ت ع م+02:00، ت ع م+03:00 |

## منظمات دولية مشتركة
يشترك البلدان في عضوية مجموعة من المنظمات الدولية، منها:
| علم المنظمة | اسم المنظمة                                 | تاريخ انضمام الصومال | تاريخ انضمام سوريا |
| ----------- | ------------------------------------------- | -------------------- | ------------------ |
|             | الصندوق العربي للإنماء الاقتصادي والاجتماعي | ?                    | ?                  |
|             | مؤسسة التنمية الدولية                       | 31 أغسطس 1962        | 28 يونيو 1962      |
|             | يونسكو                                      | 15 نوفمبر 1960       | 16 نوفمبر 1946     |
|             | الأمم المتحدة                               | 20 سبتمبر 1960       | 24 أكتوبر 1945     |
|             | الاتحاد البريدي العالمي                     | ?                    | ?                  |
|             | جامعة الدول العربية                         | 14 فبراير 1974       | 22 مارس 1945       |
|             | صندوق النقد العربي                          | ?                    | ?                  |
|             | البنك الدولي للإنشاء والتعمير               | 31 أغسطس 1962        | 10 أبريل 1947      |
|             | منظمة التعاون الإسلامي                      | ?                    | 1972               |
|             | منظمة حظر الأسلحة الكيميائية                | ?                    | ?                  |
|             | الاتحاد الدولي للاتصالات                    | 28 سبتمبر 1962       | 12 يناير 1924      |
|             | مؤسسة التمويل الدولية                       | 31 أغسطس 1962        | 28 يونيو 1962      |
|             | المركز الدولي لتسوية المنازعات الاستشارية   | 30 مارس 1968         | 24 فبراير 2006     |
|             | منظمة الشرطة الجنائية الدولية               | ?                    | ?                  |

## وصلات خارجية
- موقع وزارة الخارجية الصومالية